# Gina Rodriguez
Gina Alexis Rodriguez-LoCicero(Chicago, 30 de julho de 1984), é uma atriz americana-porto-riquenha. Ela é mais conhecida por seus papéis como Majo Tenorio no filme drama-musical Filly Brown, como Beverly na novela The Bold and the Beautiful, e como Jane Villanueva na série de comédia-drama Jane the Virgin.

## Biografia
Rodriguez nasceu em Chicago, Illinois, filha de Genaro Rodriguez, um árbitro de boxe, e Magali. Ela é a mais nova de 3 irmãos (2 irmãs e 1 irmão).
Rodriguez foi criada como católica e fez o ensino médio no Colégio Preparatório St. Inácio Aos 7 anos de idade, apresentou-se na companhia de dança de salsa “Fantasia Juvenil” e dançou salsa até os 17 anos.  Com 16 anos de idade, Gina foi uma de treze adolescentes a serem aceites no Columbia University's Theatrical Collaboration. Participou, também, da NYU Tisch School of the Arts. Gina apareceu no Filly Brown, no qual recebeu um “Imagen Award”. Tinha apenas 4 anos de formação na Atlantic Theater Companyo e na Experimental Theatre Wing. Ela ainda interpretou Frida Kahlo na estreia mundial da Casa Blue, no Reino Unido, na peça chamada The Last Moments in the Life of Frida Kahlo no American Stage Theatre.

## Carreira

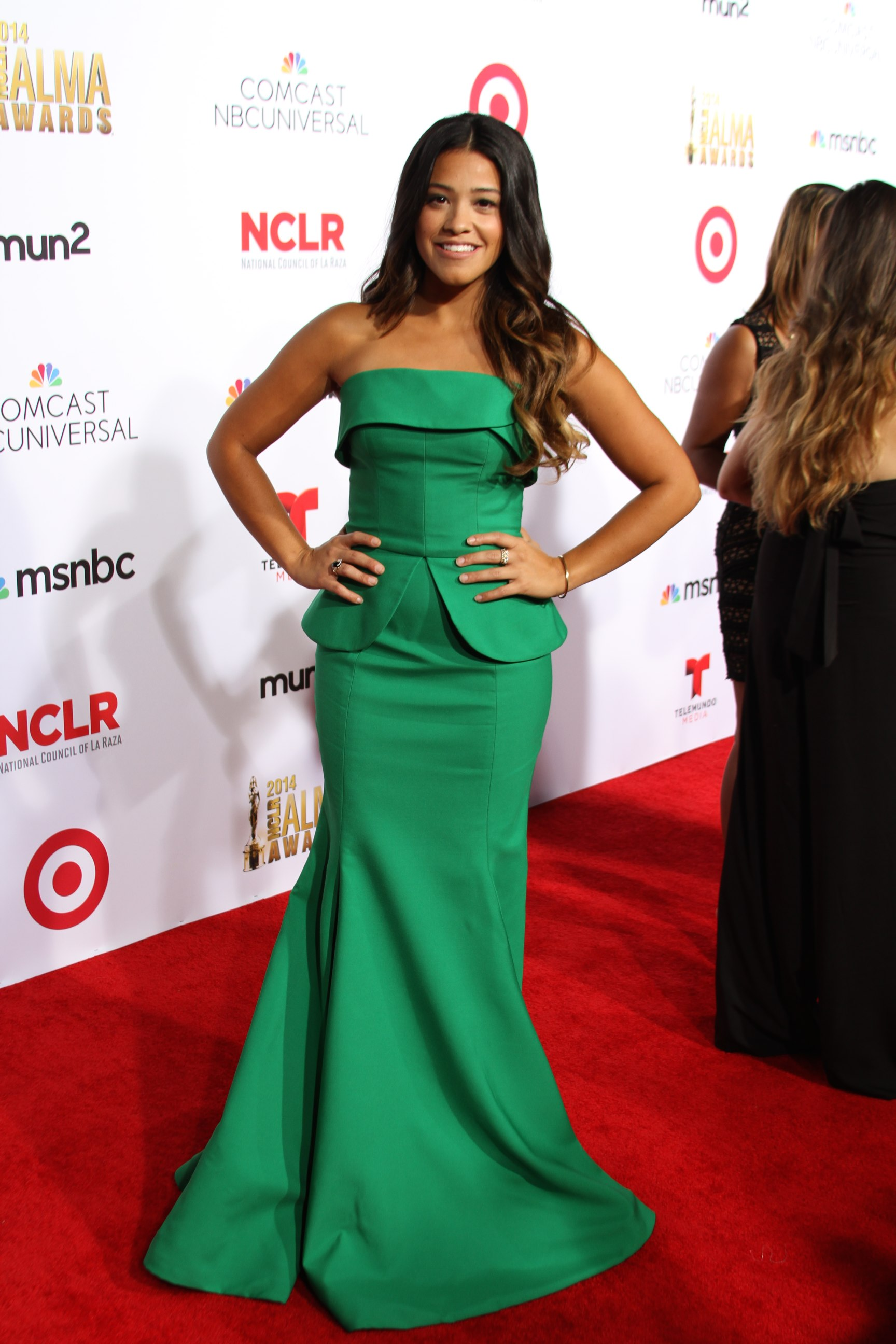
Rodriguez em 2014 no Alma Awards.

Em 19 de outubro de 2011, Rodriguez conseguiu o papel recorrente Beverly na série-novela The Bold and the Beautiful. Ela recebeu um papel no filme musical Go for It!, no qual recebeu em 2011 uma nomeação ao Imagen Awards. Ela também foi a ganhadora do prêmio de Melhor Atriz no First Run Film Festival, em Nova Iorque.
Em 9 de junho de 2013, Gina ganhou um Inaugural Lupe Award. Em 16 de abril de 2013, durante uma entrevista, ela revelou que a Lifetime ofereceu um papel na série de televisão Devious Maids, mas que não aceitou. Em 16 de outubro de 2013, ela entrou para o elenco do filme Sleeping With The Fishes. Ela também está trabalhando em um álbum. Em 23 de fevereiro de 2014, o Entertainment Weekly anunciou que Rodriguez faria o papel principal de Jane Villanueva em Jane the Virgin. Em 4 de junho de 2014, ela se juntou ao elenco do filme de drama Sticky Notes.

## Vida Pessoal
Rodriguez nasceu em Chicago, Illinois, filha de pais porto-riquenhos, Genaro Rodriguez, um árbitro de boxe, e Magali Rodriguez. É a mais nova de três irmãs. Sua irmã mais velha, Ivelisse Rodriguez Simon, é banqueira de investimento e a sua irmã do meio, Rebecca, é médica. Ivelisse pagou a educação de Gina na NYU Tisch School Of Arts. Suspeita-se que tenha tido um caso ou até que tenha namorado com o ator Ian Somerhalder.
Numa entrevista, Rodriguez revelou que sofria, desde os 19 anos de idade, uma condição da tireoide.
Em 2019, se casou com o ator Joe LoCicero.

## Filmografia

### Filmes
| Ano  | Título                           | Papel              | Notas          |
| ---- | -------------------------------- | ------------------ | -------------- |
| 2008 | Calling It Quits                 | Day player         |                |
| 2008 | Ten: Thirty One                  | Neighborhood Girl  | Curta-metragem |
| 2009 | Osvaldo's                        | Ana Daisy          | Curta-metragem |
| 2010 | Our Family Wedding               | Dama de honra      |                |
| 2010 | My Super Psycho Sweet 16: Part 2 | Courtney Ramirez   |                |
| 2010 | Little Spoon                     | Mandy              | Short film     |
| 2011 | Go for It!                       | G                  |                |
| 2012 | Filly Brown                      | Majo Tenorio       |                |
| 2012 | California Winter                | Ofelia Ramirez     |                |
| 2013 | Interstate                       | Nayeli             | Curta-metragem |
| 2013 | Enter the Dangerous Mind         | Adrienne           |                |
| 2013 | The Price We Pay                 | Medic (voz)        | Curta-metragem |
| 2013 | Sleeping with the Fishes         | Alexis Fish        |                |
| 2013 | Una Y Otra Y Otra Ve             | Girlfriend         | Curta-metragem |
| 2014 | Since I Laid Eyes                | Ilene              | Curta-metragem |
| 2014 | C'est Jane                       | Jane               | Curta-metragem |
| 2016 | Sticky Notes                     | Natalia            |                |
| 2016 | Deepwater Horizon                | Andrea Fleytas     |                |
| 2017 | Sharon 1.2.3.                    | Cindy              |                |
| 2017 | The Star                         | Maria (voz)        |                |
| 2017 | O Touro Ferdinando               | Una (voz)          |                |
| 2018 | Annihilation                     | Anya Thorensen     |                |
| 2018 | Smallfoot                        | Kolka (voz)        |                |
| 2018 | Sharon 1.2.3                     | Cindy              |                |
| 2019 | Miss Bala                        | Gloria Meyer       |                |
| 2019 | Someone Great                    | Jenny              | Produtora      |
| 2019 | Untitled Miranda July Project    |                    | Pós- produção  |
| 2020 | Scoob!                           | Velma Dinkey (voz) | Pré- produção  |

### Televisão
| Ano       | Titulo                     | Papel                  | Notas                                                                             |
| --------- | -------------------------- | ---------------------- | --------------------------------------------------------------------------------- |
| 2004      | Law & Order                | Inez Soriano / Yolanda | 2 episódios                                                                       |
| 2005      | Jonny Zero                 | Rose                   | Episódio: "La Familia"                                                            |
| 2008      | Law & Order                | Inez Soriano           | Episódio: "Illegal"                                                               |
| 2009      | Eleventh Hour              | Robin                  | 1 episódios                                                                       |
| 2010      | 10 Things I Hate About You | Danica                 | 1 episódio                                                                        |
| 2010      | Army Wives                 | Marisol Evans          | 3 episódios                                                                       |
| 2011      | Happy Endings              | Rita                   | Episódio: "Why Can't You Read Me?"                                                |
| 2011      | The Mentalist              | Elvia                  | Episódio: "Pink Tops"                                                             |
| 2011–12   | The Bold and the Beautiful | Beverly                | 17 episódios                                                                      |
| 2012      | No Names                   | Megan                  | 3 episódios                                                                       |
| 2013      | Longmire                   | Lorna Dove             | 1 episódio                                                                        |
| 2013      | Rizzoli & Isles            | Lourdes Santana        | Episódio: "Built for Speed"                                                       |
| 2014      | Wild Blue                  | Pilar Robles           | Filme                                                                             |
| 2014–19   | Jane the Virgin            | Jane Villanueva        | Prêmios Globo de Ouro de Melhor Atriz em Série de Comédia                         |
| 2016      | Lip Sync Battle            | Ela mesma              | Episódio: "Gina Rodriguez vs. Wilmer Valderrama"                                  |
| 2017      | Drop the Mic               | Ela mesma              | Episódio: "James Van Der Beek vs. Randall Park/ Gina Rodriguez vs. Rob Gronkowsk" |
| 2018      | Brooklyn Nine-Nine         | Alicia                 | Episódio: "Jake & Amy"                                                            |
| 2018      | Animals.                   | Narradora              | Episódio: "Pigeons"                                                               |
| 2018-19   | Big Mouth                  | Gina Alvarez           | Voz                                                                               |
| 2018-19   | Elena of Avalor            | Princesa Marisa        | Voz; 3 episódios                                                                  |
| 2019      | RuPaul's Drag Race         | Ela mesma              | Episódio: "Dragracadabra"                                                         |
| 2019–2021 | Carmen Sandiego            | Carmen Sandiego        | Voz; protagonista                                                                 |

### Direção
| Ano     | Título          | Notas                     |
| ------- | --------------- | ------------------------- |
| 2018-19 | Jane The Virgin | 2 episódios               |
| 2019    | Charmed         | Episódio: "Witch Perfect" |

## Premiações
| Ano  | Prêmio                                     | Categoria                               | Trabalho                 | Resultado |
| ---- | ------------------------------------------ | --------------------------------------- | ------------------------ | --------- |
| 2011 | Imagen Awards                              |                                         | Go for It!               | Indicado  |
| 2012 | Imagen Award                               | Melhor Atriz                            | Filly Brown              | Venceu    |
| 2013 | ALMA Award                                 | Realização Especial                     | Filly Brown              | Venceu    |
| 2013 | Inaugural Lupe Special Achievement Award   | Homenageado(a)                          | Gina Rodriguez           | Venceu    |
| 2014 | Imagen Award                               | Melhor Atriz/Coadjuvante                | Sleeping with the Fishes | Indicado  |
| 2014 | Young Hollywood Award                      | Estrela em Ascensão do Ano              | —                        | Venceu    |
| 2015 | Golden Globe Award                         | Melhor Atriz em Série de Comédia        | Jane The Virgin          | Venceu    |
| 2015 | Critic's Choice Award                      | Melhor Atriz em Série de Comédia        | Jane The Virgin          | Indicado  |
| 2015 | EWwy Award                                 | Melhor Atriz- Comédia                   | Jane The Virgin          | Venceu    |
| 2015 | Television Critics Association             | Conquista Individual em Comédia         | Jane The Virgin          | Indicado  |
| 2015 | Gold Derby Award                           | Intérprete Revolucionário do Ano        | Jane The Virgin          | Venceu    |
| 2015 | Gold Derby Award                           | Protagonista Comediante                 | Jane The Virgin          | Venceu    |
| 2015 | Teen Choice Award                          | Atriz de TV- Comédia                    | Jane The Virgin          | Indicado  |
| 2015 | Teen Choice Award                          | Estrela Revelação da TV                 | Jane The Virgin          | Indicado  |
| 2015 | Teen Choice Award                          | Melhor Beijo de TV (com Justin Baldoni) | Jane The Virgin          | Indicado  |
| 2015 | Imagen Award                               | Melhor Atriz- TV                        | Jane The Virgin          | Venceu    |
| 2015 | Online Film & Television Association Award | Melhor Atriz em Série de Comédia        | Jane The Virgin          | Indicado  |
| 2015 | Women's Image Network Award                | Atriz em Destaque em Série de Comédia   | Jane The Virgin          | Indicado  |
| 2015 | Dorian Awards                              | Estrela em Ascensão                     | —                        | Venceu    |
| 2015 | Girl Power Media Role Model                | Homenageada                             | Jane The Virgin          | Venceu    |
| 2015 | NHMC Impact Gala Award                     | Homenageado(a)                          | Jane The Virgin          | Venceu    |
| 2015 | Feelies Award                              | Melhor Atriz                            | Jane The Virgin          | Venceu    |
| 2016 | Golden Globe Award                         | Melhor Atriz em Série de Comédia        | Jane The Virgin          | Indicado  |
| 2016 | NAACP Image Award                          | Atriz em Destaque em Série de Comédia   | Jane The Virgin          | Indicado  |
| 2016 | Critic's Choice Award                      | Melhor Atriz em Série de Comédia        | Jane The Virgin          | Indicado  |
| 2016 | Satellite Award                            | Melhor Atriz- Série Musical ou Comédia  | Jane The Virgin          | Indicado  |
| 2016 | Imagen Award                               | Melhor Atriz- TV                        | Jane The Virgin          | Venceu    |
| 2016 | CinemaCon Award                            | Estrela Feminina do Amanhã              | —                        | Venceu    |
| 2016 | Unite 4 Humanity Award                     | Homenageado(a)                          | Gina Rodriguez           | Venceu    |
| 2016 | Lip Sync Battle Award                      | Intérprete                              | Gina Rodriguez           | Venceu    |
| 2016 | Feelies Award                              | Melhor Atriz                            | Gina Rodriguez           | Venceu    |
| 2016 | T.v. Line Performance of the Week          | Homenageado(a)                          | Gina Rodriguez           | Venceu    |
| 2017 | Golden Globe Award                         | Melhor Atriz em Série de Comédia        | Jane The Virgin          | Indicado  |
| 2017 | People's Choice Award                      | Atriz de Comédia de TV Favorita         | Jane The Virgin          | Indicado  |
| 2017 | Black Reel Award                           | Atriz em Destaque- Série de Comédia     | Jane The Virgin          | Indicado  |
| 2017 | MTV Award                                  | Melhor Atriz em uma Série               | Jane The Virgin          | Indicado  |
| 2017 | Teen Choice Award                          | Atriz de TV- Comédia                    | Jane The Virgin          | Indicado  |
| 2017 | Icon Hispanic Heritage Month               | Homenageado(a)                          | Jane The Virgin          | Venceu    |
| 2017 | ACLU Social Bill of Rights Award           | Homenageado(a)                          | Jane The Virgin          | Venceu    |
| 2017 | Tell Tale Award                            | Melhor Atriz                            | Jane The Virgin          | Venceu    |
| 2017 | Tell Tale Award                            | Amizade de Jane e Petra                 | Jane The Virgin          | Venceu    |
| 2018 | MTV Award                                  | Melhor Beijo (com Justin Baldoni)       | Jane The Virgin          | Indicado  |
| 2018 | Teen Choice Award                          | Atriz de TV- Comédia                    | Jane The Virgin          | Venceu    |
| 2018 | Teen Choice Award                          | Melhor Beijo de TV (com Justin Baldoni) | Jane The Virgin          | Indicado  |
| 2018 | Tell Tale Award                            | Atriz em Destaque em Série de Comédia   | Jane The Virgin          | Venceu    |
| 2018 | Eva Longoria Foundation Award              | Homenageado(a) por Ativismo             | Gina Rodriguez           | Venceu    |
| 2018 | The Alma Award                             | Homenageado(a)                          | Jane The Virgin          | Venceu    |